# Bojanca
Bojanca je žensko osebno ime.

## Izvor imena
Ime Bojanca je različica ženskega osebnega imeba Bojana.

## Pogostost imena
Po podatkih Statističnega urada Republike Slovenije je bilo na dan 31. decembra 2007 v Sloveniji število ženskih oseb z imenom Bojanca: 12.

## Osebni praznik
Osebe z imenom Bojanca lahko godujejo skupaj z Bojanami.